# Stefan Stajkov
Stefan Stajkov (Sofia, 3 ottobre 1949) è un ex calciatore bulgaro, di ruolo portiere.

## Carriera
Con la Nazionale bulgara ha preso parte ai Mondiali 1974.